# ジョー・サンプル
ジョー・サンプル（Joe Sample、1939年2月1日 - 2014年9月12日、本名：ジョゼフ・レスリー・サンプル、Joseph Leslie Sample）は、アメリカ合衆国テキサス州ヒューストン出身のジャズ、フュージョン界で活躍したピアニスト。リリカルで透明感のあるピアノで、時折ファンキーな音色を見せるのが特徴である。息子のニクラス・サンプル (Nicklas Sample)もジャズ・ミュージシャンで、ベーシスト。

## 略歴
ジョー・サンプルは5歳よりピアノを始めた。1952年、高校仲間のウィルトン・フェルダー、ウェイン・ヘンダーソン、スティックス・フーパーとバンドを結成、1960年に「ジャズ・クルセイダーズ」の名でデビューした。1972年、「クルセイダーズ」と改名、よりポップな路線でアプローチしたアルバム『ストリート・ライフ』が大ヒットする。タイトル曲ではランディ・クロフォードがフィーチャーされている。このアルバムが元でレーベル側と意見が分かれ、1988年に解散。
ソロ活動としてはクルセイダーズ時代に発表したアルバム『虹の楽園』(1978年)、『渚にて』(1979年) などがある。1988年以降はワーナー・ブラザース・レコードと契約している。
初来日公演は1966年、パーシー・フェイスのオーケストラのピアニストとしてである。1980年代初頭の来日公演では、前座でドラマーを務めたビジーフォーのウガンダ・トラに「お前のビートは良い」と声を掛け、スカウトしたこともある。
2014年9月13日に公式フェイスブック上で、前日の12日に死去したことを家族によって公表された。

## ディスコグラフィ

### リーダー・アルバム
- 『ファンシー・ダンス』 - Fancy Dance (1969年、Gazell) ※オリジナル・タイトルは『Try Us』
- 『ザ・スリー』 - The Three (1976年、East Wind) ※with レイ・ブラウン、シェリー・マン
- 『虹の楽園』 - Rainbow Seeker (1978年、ABC/MCA; Blue Thumb)
- 『渚にて』 - Carmel (1979年、ABC/MCA; Blue Thumb)
- 『ヴォイセス・イン・ザ・レイン』 - Voices in the Rain (1981年、MCA Jazz)
- 『スイング・ストリート・カフェ』 - Swing Street Cafe (1981年、Crusaders; Verve) ※with デイヴィッド・T・ウォーカー
- 『ザ・ハンター』 - The Hunter (1983年、Jazz)
- 『オアシス』 - Oasis (1985年、MCA Jazz)
- 『ロウルズ』 - Roles (1987年、MCA Jazz)
- 『スペルバウンド』 - Spellbound (1989年、Warner Bros.)
- 『アッシェズ・トゥ・アッシェズ』 - Ashes to Ashes (1990年、Warner Bros.)
- 『インヴィテーション』 - Invitation (1993年、Warner Bros.)
- 『フィール・ザット?』 - Did You Feel That? (1994年、Warner Bros.) ※ジョー・サンプル&ソウル・コミッティー名義
- 『オールド・プレイセズ・オールド・フェイセズ』 - Old Places Old Faces (1996年、Warner Bros.)
- 『サンプル・ディス』 - Sample This (1997年、Warner Bros.)
- 『ソング・リヴズ・オン』 - The Song Lives On (1999年、GRP) ※with レイラ・ハサウェイ
- 『ザ・ピーカン・トゥリー』 - The Pecan Tree (2002年、Verve)
- 『ソウル・シャドウズ』 - Soul Shadows (2004年、Verve)
- 『クレオール・ラヴ・コール』 - Creole Love Call (2006年、ACT) ※with ニルス・ラングレン
- 『フィーリング・グッド』 - Feeling Good (2007年、PRA) ※with ランディ・クロフォード、スティーヴ・ガッド
- 『ノー・リグレッツ』 - No Regrets (2009年、PRA) ※with ランディ・クロフォード、スティーヴ・ガッド
- Live (2012年、PRA) ※with ランディ・クロフォード、スティーヴ・ガッド、ニクラス・サンプル
- 『クレオール・ジョー・バンド』 - CreoleJoe Band (2012年、PRA) ※クレオール・ジョー・バンド名義
- 『チルドレン・オブ・ザ・サン』 - Children of the Sun (2014年、PRA) ※with NDRビッグバンド、スティーヴ・ガッド
- Christmas with Friends (2015年、Motown) ※with インディア・アリー

## テレビ出演
- 地球テレビ　エル・ムンド (NHK BS1)：2011年5月13日23:00～23:50放送

## 日本公演
- 1984年

4月5日 NHKホール、7日 フェスティバルホール、8日 名古屋市民会館、10日 福岡市民会館、12日 中野サンプラザ、13日 神奈川県立県民ホール、14日 東京厚生年金会館、15日 北海道厚生年金会館